# 第一デパート

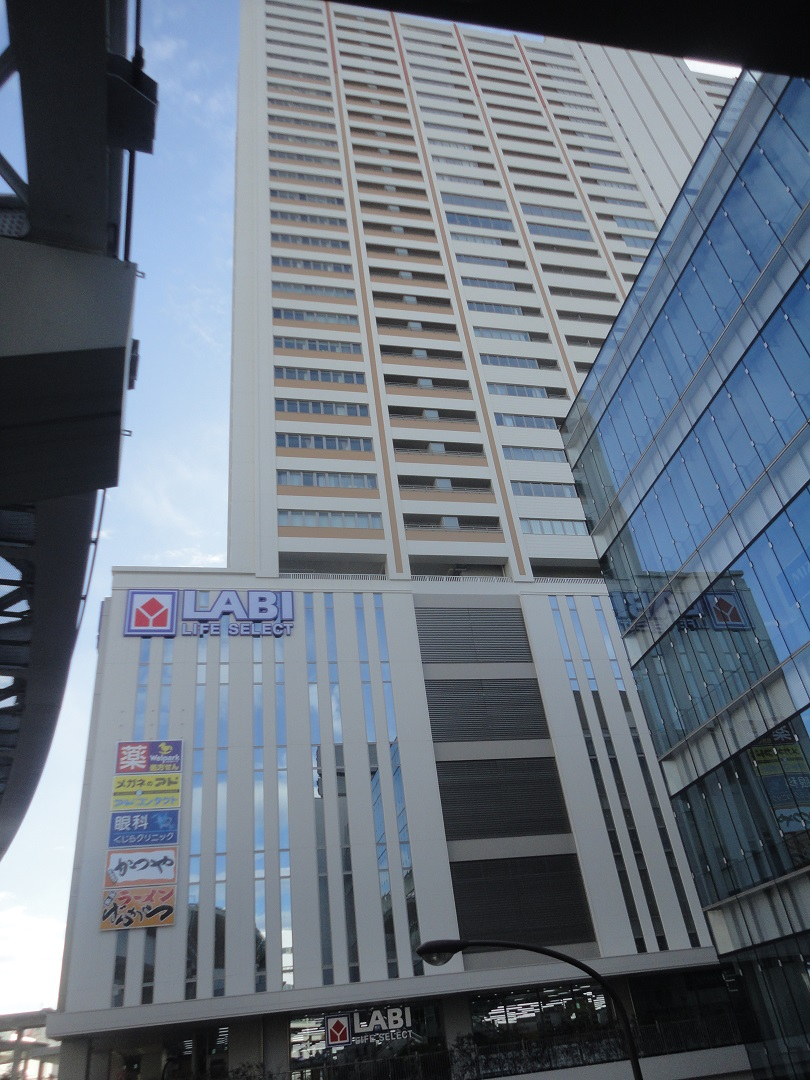
跡地に建設された立川タクロス（プラウドタワー立川）

第一デパート（だいいちデパート）は、東京都立川市にかつて存在した商業施設。JR立川駅北口より徒歩1分の場所に所在していた。
店名は「デパート」だったが、百貨店というよりテナントビル的な面が強く、日本百貨店協会非加盟であった。

## 概要
1964年（昭和39年）1月、国鉄立川駅の青梅線ホームでガソリンを満載した在日米軍専用のタンク車（米タン）が普通電車に衝突・炎上する立川駅タンク車衝突事故が発生。火災により焼失した跡地に1966年（昭和41年）7月オープンした。当時は地元の商店など約80店舗が入店していた。
なお、翌1967年（昭和42年）には新宿駅で在日米軍立川基地向けのタンク車が衝突・炎上した米軍燃料輸送列車事故が発生している。
建物は地上6階・地下1階建てで、毎月第2・第3水曜日が定休日であった。売場構成は専門店中心で、書店やプラモデルショップ、コインショップ、スポーツ用品店などが入店しており、品揃えは他の店に比べて一部に特化しているなど特色があった。オリオン書房立川北口店もコミックを中心に鉄道や軍事の書籍が充実し、ポスターショップ「ジュネ」やホビーショップコトブキヤ立川店が入店していた。
その後は、立川髙島屋や伊勢丹立川店など大手百貨店の進出にも影響を受けて苦戦した。
2012年（平成24年）5月15日に閉店。建物は老朽化と立川駅北口の再開発により周辺も含めて解体され、商業・業務・住宅施設を備えた複合型ビル、プラウドタワー立川（立川タクロス）が建設される。2013年（平成24年）度に工事着工、2016年（平成28年）7月に竣工し8月に開業。ヤマダ電機などのテナントが出店した。

## 参考資料
- asahi.com : 鉄道雑誌ずらり、1階には占師　濃ゆい聖地の行く末は？ - マイタウン東京
- YOMIURI ONLINE - 名物飲食店ついに幕…店主４５年守り続け感慨
- 立川駅北口西地区第一種市街地再開発事業 (PDF)